# Andreas Ignaz Wawruch

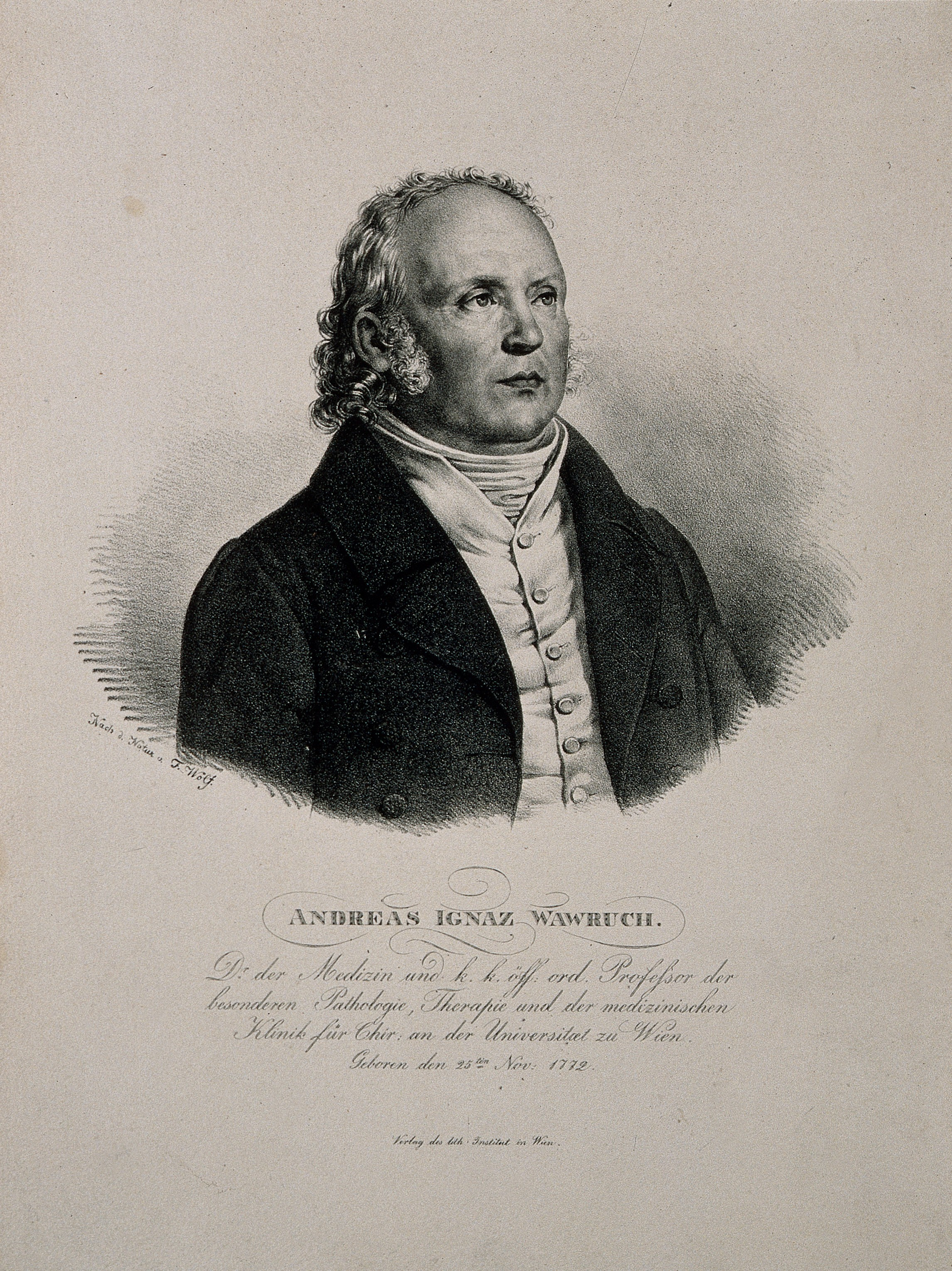
Andreas Ignaz Wawruch

Andreas Ignaz Wawruch (* 1782 in Niemtschitz an der Hanna; † 20. März 1842 in Wien) war ein österreichischer Arzt und Hochschullehrer.

## Leben
Wawruch studierte an der Universität Prag Medizin. Ende 1810 wurde er Assistenzarzt am Wiener Universitätsklinikum und zugleich supplierender Lehrer der Pathologie und Arzneimittellehre. 1812 wurde er mit der Dissertation Tentamen inaugurale philologico-medicum sistens antiquitates typhi contagiosi an der Universität Wien zum Dr. med. promoviert, kurz darauf habilitierte er sich dort.
Warwuch folgte 1812 einem Ruf als Professor der Medizin an die Universität Prag. 1819 folgte er einem weiteren Ruf als Professor der Medizin an die Wiener Universität und die Medizinische Klinik für Wundärzte. In Wien wurde er zu einem der Ärzte von Ludwig van Beethoven. Er galt als guter Cellist und großer Verehrer des Musikers und begleitete diesen medizinisch bis zu dessen Tod. 1832 wurde er außerdem Mitredakteur der Reihe Medicinische Jahrbücher des k.k. österreichischen Staates. Er war außerdem Mitglied der k.k. Gesellschaft der Aerzte zu Wien.

## Werke (Auswahl)
- De priscorum Graeciae ac Latii medicorum studio restaurando, 1808.
- Tentamen inaugurale philologico-medicum sistens antiquitates typhi contagiosi, Brünn 1812.
- Observationes clinicae Taeniam (Solium) concernentes, Beck, Wien 1833.
- Disquisitio medica cholerae cujus mentio in sacris bibliis occurrit, Beck, Wien 1833.
- Praktische Monographie der Bandwurmkrankheit durch 206 Krankheitsfälle erläutert, Gerold, Wien 1844 (Digitalisat).